# 小出村 (神奈川県)
小出村（こいでむら）は、神奈川県の中央南部、高座郡に属していた村。

## 地理
- 河川:小出川、駒寄川

## 歴史
9世紀頃の状況が表されている『倭名類聚鈔』で、相模国高座郡内に渭堤が記載されている。渭堤はイデと読み、小出に通じる。渭堤は、現在の堤と芹沢にあたると考えられている。

### 沿革
- 古代 - 下寺尾には出土品その他から相模国最古の寺および郡衙があり、高座郡の行政の中心であったと推定されている。
- 鎌倉時代 - 大庭御厨に含まれない伊勢神宮神領として堤が、郷名として登場する。
- 江戸時代 - 後に小出村の村域となる村のうち、堤村は西大平藩、行谷（なめがや）村、芹沢村および遠藤村は旗本領、下寺尾村は江戸幕府直轄および旗本領であった。
- 1868年8月5日（慶応4年6月17日） - 行谷村、下寺尾村、芹沢村および遠藤村は、新設した神奈川府の所属となる。
- 1868年11月5日（明治元年9月21日） - 神奈川府を神奈川県へ改称する。
- 1871年（明治4年）7月14日 - 廃藩置県により、堤村は西大平県所属となる。
- 1871年12月25日（明治4年11月14日） - 行谷村、下寺尾村、芹沢村および遠藤村を含む高座郡は足柄県所属となる[2]が、直後に神奈川県へ移管される。
- 1873年（明治6年）5月1日 - 行谷村の宝蔵寺に、行谷村外四ヶ村小学舎（現在の茅ヶ崎市立小出小学校）が設立される。
- 1889年（明治22年）4月1日 - 町村制施行により、堤村、行谷村、下寺尾村、芹沢村および遠藤村と合併し小出村となる。
- 1908年（明治41年）10月1日 - 堤坂下に藤沢警察署小出駐在所（現在の茅ケ崎警察署小出駐在所）が設置される。
- 1916年（大正5年）2月 - 小出駐在所が現在地へ移転。
- 1954年（昭和29年）2月 - 藤沢市および茅ヶ崎市の両市から、合併申し入れを受ける。
合併促進委員の投票と住民投票で、結果が異なるなどの混乱が起きた。

- 1955年（昭和30年）4月5日 - 小出村大字遠藤は、御所見村および渋谷町のうち長後ならびに高倉とともに藤沢市へ編入される。小出村大字堤、下寺尾、行谷および芹沢は、茅ヶ崎市へ編入される。
合併後もそれぞれで分市運動が起き、個人による市税滞納運動も起きた。

## 名所・旧跡・観光スポット・祭事・催事
- 大岡忠相墓 - 浄見寺